# Solton
Solton (in russo Солтон?) è un villaggio del settore meridionale della Siberia Occidentale situato nel Territorio dell'Altaj,  in Russia. È il centro amministrativo del distretto Soltonskij.
La località si trova 260 km a sud della capitale Barnaul.